# Glukosidáza I

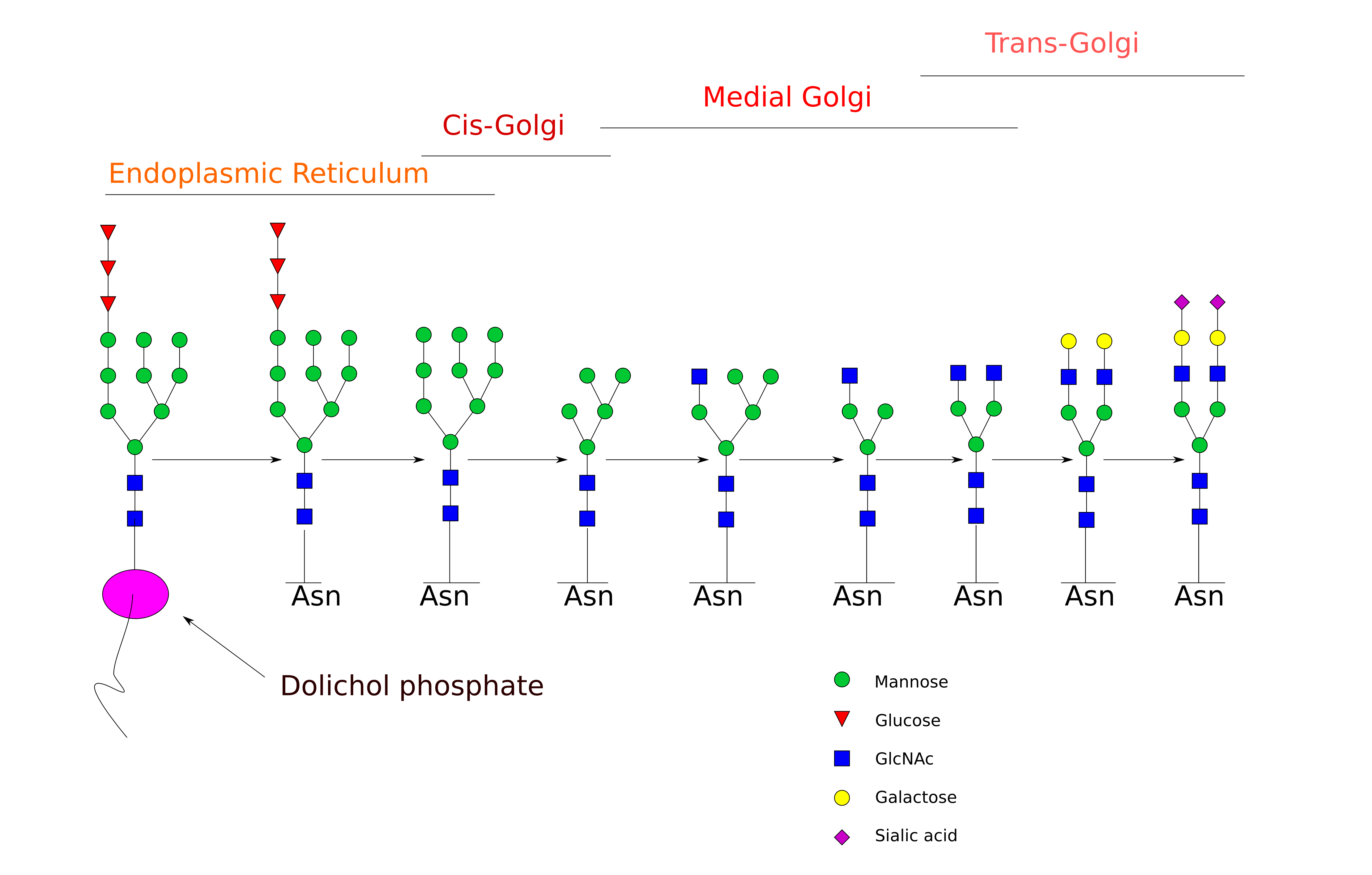
Úpravy N-glykanu po jeho přenesení z dolicholu na protein. Červenými trojúhelníky jsou vyznačeny glukózové jednotky, odstranění krajní (na obrázku horní) z nich katalyzuje glukosidáza I

Glukosidáza I (GluI, též α-glukosidáza I) je hydrolytický enzym, který katalyzuje první krok úprav (trimmingu) N-glykanu. Ten je nejprve v procesu N-glykosylace připojen na cílový protein a následně podléhá dodatečným úpravám. V tomto prvním kroku, katalyzovaném GluI, je odstraněna terminální glukóza, jež je na zbytek N-glykanu připojena α(1→2)-glykosidickou vazbou mezi první a druhou glukózou. Samotný glukosidáza I je transmembránový protein o velikosti 80–110 kDa s rozsáhlou C-terminální doménou směřující do lumen ER. Odstranění této glukózy uvolňuje oligosacharyltransferázu (OST) z vazby na glykoprotein. V následující fázi se ke slovu dostává glukosidáza II.
Inhibitorem GluI je castanospermin a deoxynojirimycin.